# Оселе (община)
Община Оселе (на шведски: Åsele kommun) е разположена в лен Вестерботен, северна Швеция с обща площ 4574 km2 и население 2875 души (към 31 декември 2013). Административен център на община Оселе е едноименния град Оселе.